# 五十嵐清華
五十嵐 清華（いがらし きよか、2001年10月8日 - ）は、日本のAV女優。Bstar所属。

## 略歴
2022年5月、MOODYZ（ムーディーズ）の専属女優としてAVデビュー。
2022年11月より、メーカー専属を離れ企画単体女優となる。また同年12月21日に東京・池袋LIVE INN ROSAで開催された音楽イベント『楽演祭 vol.22 一足早いクリスマスSP』に出演。これが『楽演祭』への初出演となる。
2023年10月25日に東京・池袋LIVE INN ROSAで開催された『楽演祭 vol.27』に出演。また12月27日に同会場で行われた『楽演祭 vol.28』にも出演した。
2024年6月26日に東京・池袋LiveinnROSAで行われた「楽演祭 vol.31」に出演し、キーボードでの弾き語りを披露した。
2024年7月2日、東京・レフカダ新宿で開催されたトークイベント『五十嵐清華と酒を呑みたい! 智崇石垣の夜のオカズになる話』に出演。イベント内で、これまでのオナニー遍歴やAV撮影裏話などを披露した。
2024年12月25日、東京・池袋Liveinn ROSAにて開催された「楽演祭 vol.34」に出演。開催日がクリスマスであることにちなみ、サンタクロースをモチーフにした衣装に身を包み、クリスマスソングやウィンターソングを披露。またこの日はキーボードでの弾き語りスタイルではなく、ハンドマイクで歌に専念した。
2025年5月25日、東京・新宿 イベントスペース・ミコノスで行われたパラダイステレビ主催の麻雀イベント『五十嵐清華と麻雀打ちながら飲んでしゃべる会2025春』に出演。

## 人物
幼少の頃からピアノを習っており、高校生の頃は短距離走をやっていた。また小規模の大会ながら、走り幅跳びで4位になったこともある。
小学3・4年の頃にパソコンで普通のゲームをしていた時に、エッチなゲームサイトに飛んでしまった事をきっかけに、インターネットでエッチなサイトを見るようになる。よく分からないながらも見ているうちに性的な興奮を覚え、その経験をきっかけにエッチな事柄に興味を持つようになった。それからはエッチな漫画やゲームに触れるようになり、AVの存在もその頃に知った。またエッチなコンテンツに触れているうちに自然とオナニーを覚え、小学4・5年生の頃は週一ペースでしていた。
しかし、中高生になると「私はオナニーをやり過ぎなのかもしれない。もしかしたら他の人よりも性欲が強いのではないか」と感じ、それが嫌で自らオナニーを禁止していたこともあったが、結局1ヶ月ほどしか続かず、むしろ我慢に我慢を重ねた後にするオナニーの気持ち良さを知る結果となった。五十嵐はこの頃を振り返り、友人とその手の話を一切しなかったため、自分は正常なのかが分からなかったと明かしている。
初体験は中学3年の時で、相手は当時付き合っていた1つ年上の中学の先輩。

## 作品
◎はBD版発売作品。

### アダルトDVD / BD
- 新人 専属 20歳 五十嵐清華 にこやか可愛いお姉さん AV Debut!（5月3日、MOODYZ）◎
- 子宮がビクビク痙攣♡ めちゃイキ4本番 絶頂・絶叫・痙攣・連続オーガズム たくさんイっちゃった!!（6月7日、MOODYZ）◎
- にやにや誘惑してくるスレンダー家庭教師の… 絶対領域（7月5日、MOODYZ）◎[10]
- パンチラを見せつけてくる彼女の妹の誘惑に負けた僕は暴走して初めて浮気をしてしまった（8月2日、MOODYZ）◎
- 女教師レ×プ輪姦 性欲MAXチ○ポがスレンダー陸上部顧問をイカセまくるアクメ合宿（9月6日、MOODYZ）◎
- アヘ顔に一撃顔射ラッシュ! ひたすら肉弾ピストン 精液ぶっかけ大乱交（10月4日、MOODYZ）◎
- 解禁 にこやかスレンダーお姉さん アナウンサーになる前にはじめてのナマ中出し（11月15日、本中）

- 輪姦計画 女教師編 五十嵐清華（2月7日、アタッカーズ）
- シロウト女子大生真正中出しナンパ! 非ヤリマンの清楚JDを無茶して口説いて生パコ編 2 【全員クソエロかわいい保障】（3月10日、赤面女子）
- 素人ヘアヌード大図鑑～未成熟な10代女子校生編（5月23日、S級素人）
- 闇落ちコスプレ撮影会 昏睡モデルバイト 被害者・アイドルを夢見るJ○4名 2（6月1日、素人39）
- どうせなら… 最後に1発ヤラせてくれ!!! 容姿端麗で成績優秀な無気力美少女に童貞キモオタ絶倫男が性欲全開たなぼた種付けピストン 五十嵐清華（6月20日、エムズビデオグループ）
- 照れ屋なあの子が笑顔でセックス 五十嵐清華（7月4日、S-Cute）
- 海の家痴●3 2023年夏の中出しSP 酩酊・睡眠・半覚醒・イキ狂い（7月6日、素人39）
- ヘアヌード大図鑑～真夏のビキニ美少女編（7月25日、S級素人）
- 真夏の素人水着ギャル祭り! 素股オイルマッサージでカチカチち○ぽがアソコに擦れて赤面発情! 水着は恥ずかし汁まみれ! そのまま生で擦り合わせて、ヌルヌルワレメに結局つるんっと入って生中出し!! 赤面女子5周年記念特別編 撮り下ろし8人480分（8月11日、赤面女子）
- 部屋連れ込み隠し撮りSEX そのまま勝手にAV発売 20（8月18日、DOC）
- 校内侵入孕ませ集団姦（9月7日、ナチュラルハイ）
- 盗撮してたチア部の女子達がビックリまさかの超ドスケベ。小悪魔痴女化で精液搾り取られまくる! 汗の匂いが香る部活女子が肉食痴女責めハーレム逆3P 五十嵐清華 藤田こずえ（10月17日、無垢）
- SOD女子社員「あれ、なんで服着てるの?」 本日は社員総出で全裸業務の日 チ×コとマ×コ丸出しオフィスで5名の新米社員がHな特別業務に挑戦!（12月7日、SODクリエイト）※「垣内祥子」名義
- 顔出し解禁!! マジックミラー便 働く女の最高峰! 大手航空会社のキャビンアテンダント 黒パンスト素股編 vol.02  8人全員極上SEXスペシャル!! 美脚をおっ広げて赤面まんコキ! 濡れ出したCAオマ○コにヌルっと挿入!（12月19日、DEEP'S）
- マジックミラー号 どこよりも熱い夏祭り到来!! 花火大会へ向かうピチピチスレンダー美女限定 赤面羞恥 浴衣野球拳対決2023!（12月21日、SODクリエイト）
- 生アナル舐められデカ尻アラサーママ育児に忙しい奥様がムレムレ肛門の匂いを嗅がれアナルを舐めほじられ恥ずかし赤面絶頂! 産後感度マシマシおま○こにズブッと生ハメ! ケツ穴ヒクヒク丸見え中出し性交SP（12月22日、赤面女子）

- 対面痴漢で何度もイカされ糸が引くほど舌を絡ませるベロキス発情娘 2（1月11日、ナチュラルハイ）
- 黙尺 唾液どっろどろ 僕のことが大好きJ○のあと2分しかないけどもう1発抜いてくれる爆吸いフェラ（3月7日、ナチュラルハイ）
- 昔バカにしていた陰キャ女子と大学でまさかの再会! 有名ヤリマンギャルに豹変した地味子に立場逆転で痴女られ続けるレズビアンキャンパスライフ 五十嵐清華 花狩まい（5月14日、ビビアン）
- めいっこ 清華ちゃん（6月22日、JUMP）
- ワンダフルクイーン 五十嵐清華（7月23日、ミル）
- 家事代行サービスを頼んだらおばさんが来ると思ってたのに、デカ尻の美人妻が来た! お尻をムチムチさせながら家事をする姿に我慢できずセンズリしてたらバレてしまい、発情して中出し搾精されまくる! 五十嵐清華（8月20日、ミセスの素顔/エマニエル）
- よだれをた～っぷり飲ませてくれる制服美少女のとろっとろベロちゅう唾液性交 白石なぎさ 五十嵐清華（8月22日、Materiall）
- オナサポ!! 女子○生 着衣で全裸で挑発的ダンス 7（8月27日、かぐや姫Pt/妄想族）
- 【自撮り】どこでもオナ5 露出癖アリ変態素人10名 駐車場・公衆トイレ・ベランダ等で全裸自慰（8月27日、S級素人）
- ノーハンドフェラは奴隷の証! 13 手を使わずにフェラチオする10人の素人娘（9月10日、かぐや姫Pt/妄想族）
- 街中ゲリラナンパMM便15周年! 顔出し解禁! マスク美女の歯科衛生士 初めてのじゅぼじゅぼバキュームノーハンドフェラ編 総発射16発!8人全員SEXスペシャル! マジックミラー便 マスクに隠された素顔が美しいお姉さんが丁寧にチ○ポをしゃぶり尽くす神フェラSEX（9月17日、DEEP'S）
- 素人ナンパでセンズリ鑑賞 20 見るだけでいいんです! だからちょっと僕のチ●ポ見てもらえませんか?（10月15日、かぐや姫Pt/妄想族）
- 入り浸りギャルに百合趣味がバレたオタクが実マ●コを間近で弄らせてもらう学校帰りレズSEX 五十嵐清華 有栖舞衣（10月22日、レズれ!）
- 制服美少女と性交 五十嵐清華（11月4日、ドリームチケット）
- 学校公認! 挿入率100%! 毎月7のつく日はラッキーデイ! 校内でヌキすぎ必至の激熱エロイベント開催! ハイスペック女子とエッチなご遊戯タイム!（11月12日、Hunter）
- おま●この形状まるわかり! 薄いパンツの上からマン汁ぬるぬる透けオナニー 13（11月19日、かぐや姫Pt/妄想族）
- 汗だく人妻は性欲旺盛パーソナルトレーナー 旦那に内緒の自宅で若い生徒を喰らう中出しレッスン 五十嵐清華（11月26日、ABC/妄想族）
- ルームメイトはまさかの女子! 2  超カワイイし超無防備過ぎる! パンチラ、ブラチラ、乳首チラ! そんな女子とひとつ屋根の下なんて当然我慢出来ずフル勃起!（11月26日、Hunter）
- 噂の天才 ベロキスJ系淫舌ソープ 五十嵐清華（12月3日、FunCity/妄想族）
- ヲタ女子精液ごっくんSEX 津浪葵（12月8日、メガハーツ）※「津浪葵」名義
- 「ご褒美チ○ポがあれば練習頑張れます!」 合宿所のバイトは超多忙! だって女子陸上部の息抜きはボクのチ○ポだけだから! 2 親戚が経営する合宿所でバイトするボク。今日も汗臭い男の世話か～と憂鬱になっていると、やって来たのは女子陸上部!? 食い込みまくりのユニフォーム姿にムラムラ…してたのはボクだけじゃなかった! ハードな練習で性欲が我慢できない女子たち! ストレス発散にボクのチ○ポが効果的みたいで…!?（12月10日、Hunter）
- 顔出しMM号 大学生Wカップル限定 ザ・マジックミラー 勝てば100万円! 負ければ同時即ハメ! 青空NTR中出し野球拳! 彼氏たちの目の前で同時に寝取って生中出し! 仲良し女子大生4P乱交スペシャル!（12月17日、DEEP'S）
- レンタル女子○生【ルーズソックススペシャル】最高にエロい女子〇生とイキまくりSEX 制服・中出し・ハメ撮り・個撮・ルーズソックス（12月24日、ホームルーム/妄想族）
- 「制服・下着・全裸」でおもてなし またがりオマ○コ航空 圧巻総勢11名＋特別講師1名による2024年度新人CA大型研修編 総尺145分収録 6セクションの集団おま〇こキャビンレッスン（12月26日、SODクリエイト）※「通常版」と通常版未収録セクションを収録した「SP特典版」の2種類あり。

- 童貞タナカ40歳が勇者になるまで魔法使いと四畳半でチートSEX特訓した話 ～淫魔10発組手で射精するたびにレベルアップ?～（1月7日、FunCity/妄想族）
- ペニスしゃぶりまくりASMR! おち〇ぽモッパン!! ＃よく張りグルメ女子7名収録 ＃モッパン ＃mukbang ＃美味ち〇ぽ ＃生ザーメン ＃ごっくん ＃Japanese ＃大食い ＃ちんテロ ＃大胃王（1月9日、SODクリエイト）
- SEXのハードルが低すぎる世界線! 2 目の前で当たり前のようにSEX! 朝の挨拶からSEX! 授業中もSEX! 休み時間も放課後もとにかくオープンSEX!（1月14日、Hsoda）
- レズビアン裏垢女子プライベートハメ撮り流出映像 個人撮影・大学生・カップル・地雷・マッチアプリ・SNS (BBAN-510)（1月14日、ビビアン）
- アナルのシワの数までハッキリわかる! ノーモザイク連続絶頂アナル見せオナニー 31（1月23日、アイエナジー）
- 性支配を受け入れる無抵抗な美少女たち 快楽 × 超敏感体質 File.20（1月28日、ホームルーム/妄想族）
- だれとでも定額挿れ放題! パチスロ編 その店は定額制で、遊び放題! 挿れ放題! 当たりを引けば店内にいる女性、ホールスタッフでもコーヒーレディでもイベントで来店した配信アイドルにも挿れ放題!（1月28日、Hunter）
- ピタパン尻を突き出して新居の内見する奥さんのデカ尻激突きピストンSEX 4名収録（2月4日、ゲッツ!!ボンボン/妄想族）
- みづきーなにレズテクで勝ったら1000万円（2月6日、ROCKET）※「清華」名義で出演。
- 衝撃的! クラスで人気のあざと可愛い清華ちゃんはおじさんを性欲処理のオモチャに使ってるスケベ過ぎる変態ちゃんだった 五十嵐清華（2月11日、デジタルアーク）
- 『壁尻展覧会』美術部の文化祭の特設コーナーは女子部員たち自らの生尻を展示する壁尻! 見て触れて挿れて楽しめるスケベすぎる芸術作品の展覧会!（2月11日、Hunter）
- えっ!? 80%? なにこの数字? ヤレる確率が可視化されてボクだけに見える世界! 2 なんだその頭の上に見えてる数字は!（2月11日、Hunter）
- 美しい汗を流す女の子がレズセックスに没頭する乱交遠征1泊2日【流出映像】国立●●女学院大学バスケ同好会2024年秋合宿（2月11日、ビビアン）
- レズNTR 沙月恵奈 乙アリス 五十嵐清華（2月20日、アイエナジー）
- 黒タイツ女子 成長した従姉妹の黒タイツむっちりスベスベ尻が僕を興奮させる! 好き勝手にエッチした!（2月20日、SWITCH）
- 世界初! おちんちんドック 『ハーレム健康診断』でエッチな看護師がおちんちん検診!（2月20日、オフサイド）
- 債務者の父を持つ闇堕ち女子校生「わたしが働いてお父さんの作った借金を返済します…」 清華（2月22日、JUMP）※「清華」名義
- チクビアン 6 ビンビン乳首こねくりレズ性交（2月25日、レズれ!）
- やべーほどカワイイ妹を貪りたい 五十嵐清華（3月7日、NON）
- 下品だとか上品だとか関係なく、エグイくらい五十嵐さんを弄びたい 五十嵐清華（3月7日、光夜蝶）
- 女子に囲まれて男はボク1人!?のハーレム王様ゲーム! 2 文化祭の準備で残った放課後の教室でボクは拒否権無しの王様ゲームに強制参加!（3月11日、Hunter）
- 時間停止学生寮。 時間を止める事ができる神装置で好きな時に挿れたり、止めたりし放題。（3月11日、Hsoda）
- 男をダメにするような砂糖対応キスでめちゃめちゃ気持ち良くしてくれて、しかも精子も飲んでくれる 五十嵐清華（3月20日、AKNR）※同名の配信作品（AKDL-301）のDVD版。
- 優しく甘えさせてくれるパンストお姉ちゃん大好き! 人妻になっても僕の願いならなんでも許してくれる姉とパンスト中出しエッチ!（3月20日、SWITCH）
- ヌーディストシェアハウス 貞操観念激低のエロ過ぎ事故物件 入居したらほぼ全裸の女子ばかり! しかも僕も当然裸にさせられたら僕のデカチンがバレちゃって… 目が合っただけで好きな時に好きなだけヤレちゃう最高のシェアハウスです!（3月20日、オフサイド）
- シロートごっくんFile001 退屈な郊外に住む清楚妻は、無職男のザーメンに癒されるサレ妻で…デカチンおしゃぶり口淫スペルマごっくん1泊2日喉ハメ旅行 五十嵐清華（4月1日、FunCity/妄想族）
- MM号からの脱出 女子大生の友情数珠つなぎ企画 友達を30分以内に電話で呼び出し‘身代わり’にして密室から脱出せよ! 制限時間を過ぎたらデカチン即ハメ! 10 イってもやめない激ピストンで友達が来るまで生中出しは終わらない inザ・マジックミラー（4月1日、DEEP'S）
- 母性溢れる現役子育てママさん! 「女性恐怖症で悩む童貞くんに女性の温もりを教えてくれませんか?」 奥さんが人生はじめてのパンティ素股でフルボッキした童貞チ◎ポに大興奮!! まさかの筆おろし合体!（4月1日、ゲッツ!!ボンボン/妄想族）
- レイヤーをやり始めた妹を無言で貪った 五十嵐清華（4月5日、光夜蝶）
- 華麗な指技にリピーターが続出する極責めエステサロン 五十嵐清華（4月8日、BALTAN）
- 嗅いでみる? 無洗ムレムレ女体臭 五十嵐清華（4月8日、かぐや姫Pt/妄想族）
- 親に隠れて妹とキスだけの約束の生活。「キスだけ…兄妹なんだから…」大人になった妹とキスだけの約束のはずが我慢できず…。（4月8日、Hunter）
- 『生理前だから誰でもいい! エッチしたい…※心の声』 クラスメイト女子のビッチな心の声が聞こえる様になったボクはレベル高め女子たちを抱ける様になった!（4月8日、Hunter）
- 学校公認! 女子トイレちょんの間! 旧校舎の女子トイレに男子生徒が行列! 帰る前にサクッと一発! ホテル代もかからずSEXは校内! 交渉次第では生中出しOK!（4月8日、Hunter）
- 幼なじみの嫉妬エロ! 私だけを見て! 興奮して! 勃起して! 僕のことを好きすぎて、他の女を見てると激おこ! でもすぐにイチャラブエッチできるから許す!（4月10日、SWITCH）
- 悪徳チケット転売ヤ―に騙され種付けされた無垢な田舎少女 被害者5名（4月15日、無垢）
- 【個撮】どこでもフェラ 19 11人（4月22日、かぐや姫Pt/妄想族）
- 中出し直後の敏感チ○ポをそのまま挿れっぱなしベロチュウで再勃起＆再中出しさせちゃうメンエス嬢（4月22日、Hunter）
- デカチンさん! いらっしゃ～い! SEX偏差値激高の女子大ヤリサー合宿は混浴温泉でハーレム逆ナン! 金玉からっぽになるまでヤリまくり中出しさせまくり!!（4月24日、オフサイド）
- 禁断のリアル近親相姦 美人姉弟がHミッションに挑戦したら… 超絶倫の弟がガチ発情! 「お母さんに言えないっ!」と戸惑う姉を無視して腰振りまくり! イキ過ぎ痙攣でグッタリしている姉を容赦なく襲い、何度も何度も中出し中出し中出し中出し! 5（4月25日、赤面女子）
- だれとでも定額挿れ放題! 秘境の村編 その村は村役場に定額料金を納めるだけで、24 時間挿れ放題! 村に住んでいる女性は勿論の事、村に訪れた女性にも挿れ放題なんです!（4月29日、Hunter）
- 黒パンストいじめ。嫌がる僕を弄ぶ身勝手OLに仕返し立場逆転!!（5月1日、OFFICE K’S）
- 宝くじで一発逆転! 勇気をだして初めてキャバクラに行ったらモテキ到来!! 太客にしようと嬢達が擦り寄ってきてボクのチ●ポを醜く奪い合うまさかのハーレム痴女展開に…（5月1日、OFFICE K’S）
- ノーハンドフェラは奴隷の証! 15 手を使わずにフェラチオする8人の素人娘（5月6日、かぐや姫Pt/妄想族）
- あなたの嫌うあの人と・・ ゲスな上司に中出しされた妻（5月13日、ながえSTYLE）
- 「えっ!? コレが実習? エロ過ぎません?」 タイ古式マッサージスクールに入学したら男はボク1人! 実技講習は体に密着しまくり! スケベ過ぎてフル勃起! タイ古式マッサージ師を目指したボクはスクールに入学。すると男はボク1人だった! 座学は平気だったけど実技実習は体のラインが丸分かりのエロ過ぎるピタ服女子と神密着!（5月13日、Hunter）
- 常にハーレム数珠繋ぎ乱交 男子比率1割! ほぼ女子の修学旅行は2泊3日ハーレム数珠繋ぎ乱交付き!（5月13日、Hunter）
- ガチナンパ! 覗き撮り! 真面目で欲求不満な素人さん 初めての女性用風俗体験! イケメンによる未知の快感テクニックで火照ったオマ○コは秒で発情スイッチON! 本番はご法度なのにチン媚び懇願セックス（5月15日、ピーターズ）
- LOVEたっぷり2人っきりの自画撮り 恋人シコシコ誘導オナニー（5月15日、プリモ）
- パンスト美脚厨 五十嵐清華（5月20日、MEGAMI）
- 女子〇生の匂い立つムレムレ黒パンストで美脚コキ（5月20日、犬/妄想族）
- 素人なのにディルドオナニーで激しく感じちゃう一般人娘 16（5月20日、かぐや姫Pt/妄想族）
- 私のお口に出していいよ 口内射精OKな素人娘のフェラチオ集めました 2（5月20日、うさぎ/妄想族）
- 仕事から帰ったらお風呂にハダカの女の子! お口とマ○コで甘やかし中出しエッチ! いっぱい精子出しまくって超絶スッキリ!!（5月22日、SWITCH）
- 偶然見えた胸チラしている姿に発情しちゃった俺（5月22日、AKNR）※同名の配信作品（AKDL-308）のDVD版。
- パンストメーカーで働く美脚＆神尻の小悪魔女子社員が黒ストッキング挟撃固めで身動き取れない僕を足コキ & 尻コキで射精させまくり!（5月22日、オフサイド）
- 「私たち以外で勃起できない体にしてあげる!」 最低5股男に裏切られた彼女たち5人が団結して甘サド制裁!! 何度も何度もヌキまくってチ●ポが勃たなくなるまで責めてM男堕ち!（5月22日、オフサイド）
- 山奥のキャンプ場で乱交・乱交・大乱交! 初心者キャンパー女子たちの手伝いをすることになったボク。奇跡的にこっそりエッチな展開!と思いきや更にエッチな声を聞いた他のグルキャン女子もやって来て大・大・大乱交で夜を明かしました!!（5月27日、Hunter）
- 人妻さんいらっしゃい 僕の自宅でハメ狂った熟女さんをひっそりすべて盗撮しました。21 今回は特別に160分の総集編も収録! 特別価格2480円! 美海さん/Cカップ/32才/色白清楚系妻の理性崩壊SEX（5月27日、お持ち帰り/熟女卍）
- レズ大乱交で連日イキまくり! 女の子大好き新入生女子ばかりのシェアハウスに入居したボク! 目の前でレズ行為は当たり前! でも唯一の男であるボクを気になりだしてこっそりエッチしにやってくる! 一度エッチしたら最後! チ○ポの気持ち良さを再認識して男に再び目覚めて…（6月10日、Hunter）
- 顔で抜く! 超接写ディルドフェラチオ 2（6月24日、SEX Agent/妄想族）
- いつもキスをせがんで甘えてくる年上の彼女（6月26日、AKNR）※同名の配信作品（AKDL-310）のDVD版。
- トップ生保レディ育成機関 MKR（まくら）営業部超一流のエロ仕掛け（肉体接待）で目指せ! 契約成立!（6月26日、オフサイド）
- えっ!! こんな場所で!? 素人娘のドキドキこっそりフェラチオ (4)（7月1日、OFFICE K’S）
- 五十嵐清華にベロベロチュウチュウされながらずっーーと乳首を弄り回されてるのに抜け出せそうにない（7月5日、NON）
- 義理の父に口マ●コとして扱われてるのにマン汁を滴らせる私は変態です。 五十嵐清華（7月5日、光夜蝶）
- 悪戯痴女に監禁快楽を刷り込まれる脳イキ・メスイキ・拘束イキ 五十嵐清華（7月8日、M男パラダイス）
- エッチな妄想が現実だった! 脱毛クリニックに行ったらセクシーな女性スタッフが真面目に仕事するフリしてボクのVIOをわざと刺激! ムダ毛以外も抜いてくれました!（7月8日、Hunter）
- TSF 女体化ボディレンタルショップ 2 櫻茉日 水川潤 五十嵐清華（7月10日、ROCKET）
- 素人女子大生が高額バイト代につられてヌードデッサンモデルに! マ〇コのビラビラまで丁寧に描かれる羞恥にマ〇コはグッショリ！生で挿入されてイキまくり! 9（7月10日、アイエナジー）
- 憧れの女上司とエッチするために仕事を頑張ったら、ご褒美として黒パンストをローションまみれにできて、チ〇ポも突っ込めた!（7月10日、SWITCH）
- 営業中の居酒屋でレズ店員にベロベロにさせられてこっそり手マンでお漏らしイキしまくる敏感女 2（7月10日、ナチュラルハイ）
- 【初回完全無料】【完全個室】【中出し】【隠しカメラ素材データ流出】イケメンピストが必ず堕とす人妻リゾートエステ 009（7月15日、熟女JAPAN）
- 胸元ゆるゆるノーブラフェラ 2 ～見えてると見えてないのちょうど真ん中～（7月22日、SEX Agent/妄想族）
- 校則違反は連帯責任! 男子がわざとやらかして、罰として女子も男子も下半身丸見え半裸登校! ボクが通う超進学校はとにかく校則がやたらと厳しい。（7月22日、Hunter）
- マッチングアプリナンパ中出し不倫SEX 009（7月24日、熟女LABO）
- 家庭訪問に行った日。嵐で帰れなくなった僕はサテンキャミワンピを着た生徒の母親から強烈な誘惑にあい、奥さんの汗・ヨダレだくだく体液SEXにハマっていってしまい…（7月24日、FALENO TUBE）
- 「これは経費で落ちません!」 いつも地味で生真面目で領収書を突っ返してくる経理部のOLがデリヘル嬢で痴女だった…。（7月24日、FALENO TUBE）
- 僕のセフレは仕事中でもえっちな事が拒めない（7月27日、First Star）

### アダルトVR
- 仕事で失敗した僕の心も身体も献身的に癒してくれる…可愛すぎる年下彼女とイチャラブSEX! 甘えんぼでキスしまくりの大好きな『清華』の美顔に特濃ザーメンで汚し尽くした 大量顔射4発射 イチャラブSEX（11月5日、こあらVR）
- 「お兄ちゃん、いっぱい気持ち良くなってね♡」 【本物J○専門店!時間無制限!発射無制限!】 ルーズソックス激カワの妹系J○が全てを癒す濃厚ご奉仕! 【洗体・エロマッサ・ルーズ足コキ】 献身的なプレイとキツキツ早漏マ○コで精液搾取された 【淫手コキ・口内発射・中出し3発射】 ゴムNG中出しKO超高級ソープ（12月23日、こあらVR）

- 【脚フェチルーズソックス特化VR】14人完全撮りおろし（2月28日、こあらVR）
- 妹に勉強教えてあげてね。かわりに私がエッチなキス教えてあげるから。 先生、お姉ちゃんに教わったキス…私にも教え下さい。 とってもおいしいキス汁まみれ姉妹丼SEX 円井萌華 五十嵐清華（4月18日、ワンズファクトリー）
- 初めてカノジョができたのでじっくり女体観察させてほしい!! 高画質8KVRでスタイルNo.1!! 五十嵐清華（7月5日、レゾレボVR）
- 「誰にも言わないでね♡ 内緒だよ♡」【お触り禁止! 本番禁止!】 明るく元気な【ルーズソックスJ○】を媚薬で発情させるとエロエロ豹変! 愛液ダダ漏れ早漏パイパンま○こを突きまくっておち○ぽ依存確定! 【口内射精・中出し3発射】秘密の孕ませ禁断J○リフレ 五十嵐清華（8月13日、こあらVR）
- 親が帰ってくる【81分前…】 自宅マンションの駐車場で不敵な笑みを浮かべ責めてくる小悪魔スレンダー【制服ルーズソックスJ○!】 つるペタ早漏マ○コを猛ラッシュするとイキ狂い痙攣絶頂連発! 【口内射精・中出し2発・顔射】密室汗だく灼熱カーセックス 五十嵐清華（9月9日、こあらVR）
- 裸族な妻のノーガード誘惑 四六時中勃起が止まらないボクへ 至れり尽くせり子作り性活 五十嵐清華（9月27日、KMPVR）
- 僕に尽くしまくるスレンダーな新卒部下が妻の留守を狙って晩から朝までご奉仕SEX 五十嵐清華（10月7日、KMPVR）

- 好きになる以外考えられない、［ほろ酔い］の［天才］! 呑みカワ［キス魔］に変貌した先輩が火照ったカラダでシたがってくる! 五十嵐清華（4月29日、SODクリエイト）
- シンプルにヌケるが一番! 誘惑のボディーパーツを見抜けるVR。変態誘惑妄想編!（9月13日、MILU VR）

- 踏まれて喜ぶ男を見て軽蔑する女（4月11日、AQUA）
- 服が透けて見えるメガネをしてる僕が机の下でバレないようにシコる（4月25日、AQUA）
- フェラチオ尻観察VR 2（5月9日、AQUA）
- セックスが溶け込んでいる日常「常に性交」ヤリ放題部活動編（7月17日、SODクリエイト）

### アダルト配信
- きよかちゃん (oreco250)（3月2日、俺の素人-Z-）
- 百戦錬磨のナンパ師のヤリ部屋で、連れ込みSEX隠し撮り 282 きよか 20歳 酒の勢いでナンパしたポニテ女子  いつでも笑顔のポニテ女子! 『気合い入れてきちゃった♪』 いつもより露出度高めな格好に興奮して… SEXの最中にふとニコッと微笑んでくるのが可愛すぎるし! 細いしおっぱいキレイだし美尻だし! 膣奥ついてキャンキャン喘がせ、部屋中の隠しカメラで盗撮!!（3月26日、ナンパTV）
- 【モデル並のスタイル】【ピアノ女子】大学生のうちにAVに出てみたかった! 夢はグランドピアノを買うこと! ネットでAV応募→AV体験撮影 1960 清華 21歳 大学生（4月2日、シロウトTV）
- きよか (htek003)（4月23日、破天荒）
- きよかちゃん (spay250)（6月1日、素人ペイペイ）
- きよか (18) 陸上部 【最強三つ編みツインテJ○】【校則ギリギリTバック】【発育途上のえちえちBODYに猛ピス中出し】【入浴中の濃厚フェラテク & 口内射精】【大人のランジェリー着用で2回戦→網タイツ × 足コキにフル勃起確定】（6月1日、しろうとまんまん）
- きよか (smuk143)（6月8日、素人ムクムク）
- きよか (scute1384)（6月9日、S-Cute）
- きよかちゃん (skho059)（6月10日、シロウト速報）
- きよぴー (glp056)（6月30日、ギャルpay）
- きよかちゃん (spay260)（7月3日、素人ペイペイ）
- 実の父親に円光させられている美少女! 生活を支えるためにオジサンの中出しを受け止める健気なスレンダー娘!【きょうか (18)】（7月23日、しろうとまんまん）
- きよかちゃん (oreco393)（8月2日、俺の素人-Z-）
- 五十嵐さん (smuh006)（8月20日、素人ムクムク-痴-）
- きよか & こずえ (smuw009)（9月3日、素人ムクムク-W-）
- きよかさん (oreco545)（12月13日、俺の素人-Z-）
- 男の部屋に押しかけセックスアピールがエグ過ぎる肉食女子大生【せいか / 20】まんまとエッチに持ち込み嬉々として男に打ち下ろす騎乗位ピストン! 体内に射精されてもウットリしている変態娘!（12月15日、ドキュメントdeハメハメ）

- きよか (omsk180)（4月16日、御茶ノ水素人研究所）
- きよちゃん (g668)（5月31日、Girl’s Blue）
- 美波 (h647)（7月11日、HAPPY FISH）
- 【ち●ぽ懇願ッエビ反り爆イキ!! スレンダー若奥様】「結婚したとて他の人ともシたいもん!」 ビッチが多い土地の人妻はやっぱりスゴかった(爆) at埼玉県川口市 東川口駅前 清華さん 26歳 結婚1年（9月4日、KANBi）
- すぐにヤラせてくれてる新体操部員は唾液が交じり合う濃厚接吻と精液ごっくんが好き! 五十嵐清華（9月26日、AKNR）
- 男をダメにするような砂糖対応キスでめちゃめちゃ気持ち良くしてくれて、しかも精子も飲んでくれる 五十嵐清華（10月24日、AKNR）
- I・K (spay502)（12月2日、素人ペイペイ）
- 女生徒I276 (oremo276)（12月7日、俺の素人-Z-）
- 偶然見えた胸チラしている姿に発情しちゃった俺（12月26日、AKNR）

- まいときよか (smjh035)（2月2日、素人ムクムク-ハーレム-）
- いがらし (smjx002)（2月10日、素人ムクムク-X-）
- 目〇区債務者K (smjj060)（2月16日、素人ムクムク-弱点-）
- 清華ちゃん (srgt141)（3月1日、しろうとガチャ）
- 清華ちゃん 2 (srgt142)（3月1日、しろうとガチャ）
- 清華ちゃん 3 (srgt143)（3月1日、しろうとガチャ）
- 清楚系むっつり妻 (srgt152)（3月1日、しろうとガチャ）
- きよか (refuck136)（3月7日、Re:Fuck）
- きよかさん (orecz076)（4月12日、俺の素人-Z-）
- きよか (hmdnc823)（6月7日、ハメドリネットワークSecondEdition）
- きよこ (bini492)（6月14日、ビニ本本舗）
- きよみ (deas008)（6月15日、電影シロウト）
- きよちゃん (hkgl013)（7月8日、＃放課後ラブホ）
- きよこさん 2 (bini496)（7月12日、ビニ本本舗）

### イメージDVD / BD
- スマイルフラワー  五十嵐清華（2023年4月18日、grace）◎
- Kiyoka 清らかに、華やかに 五十嵐清華（2024年10月3日、REbecca）◎

### 写真集
- 五十嵐清華写真集『スマイルフラワー』（2023年2月25日、ジーウォーク、撮影：太田清隆）ISBN 978-4-86717-543-9[11]

### デジタル写真集
- れいむ 五十嵐清華 vol.01～vol.04（2023年4月1日、ジーウォーク、撮影：太田清隆）
- Kiyoka 清らかに、華やかに 五十嵐清華（2025年3月7日、REbecca）

## 出演

### テレビ
- ビビッと!TV（2022年2月6日 - 5月28日、テレビ埼玉）

### Webラジオ
- 本郷愛のラブいラジオ（2022年11月24日、Radiotalk）※ゲスト出演[12]

### イベント
- 五十嵐清華と酒を呑みたい! 智崇石垣の夜のオカズになる話（2024年7月2日、レフカダ新宿）[6]
- 安達夕莉の区民酒場 ～ラストトークショー～（2024年7月23日、LOFT9 Shibuya）※ゲスト出演[13]
- 五十嵐清華と麻雀打ちながら飲んでしゃべる会2025春（2025年5月25日、イベントスペース・ミコノス）[8]
- 夢をかなえてゆずえもん（2025年7月12日、レフカダ新宿）※ゲスト出演[14]

### ライブ
- 楽演祭 vol.22 一足早いクリスマスSP（2022年12月14日、池袋 LIVE INN ROSA）[15][2]
- 楽演祭 vol.24 GW前SP（2023年4月26日、池袋 LIVE INN ROSA）[16]
- 楽演祭 vol.27（2023年10月25日、池袋 LIVE INN ROSA）
- 楽演祭 vol.28（2023年12月27日、池袋 LIVE INN ROSA）
- 楽演祭 vol.31（2024年6月26日、池袋 LIVE INN ROSA）[5]
- 楽演祭 vol.34（2024年12月25日、池袋 LIVE INN ROSA）[7]

## 掲載

### 雑誌
- 月刊FANZA 2022年8月号（ジーオーティー） - インタビュー「HATSUMONO!」